# Stanley Umude
Stanley Umude (Portland, Oregón, 12 de abril de 1999) es un baloncestista estadounidense que pertenece a la plantilla de los Milwaukee Bucks de la NBA, con un contrato dual que le permite jugar en su filial de la G League, los Wisconsin Herd. Con 1,98 metros de estatura, juega en la posición de escolta.

## Trayectoria deportiva

### Universidad
Jugó cuatro temporadas con los Coyotes de la Universidad de Dakota del Sur, en las que promedió 15,0 puntos, 5,4 rebotes y 1,8 asistencias por partido. Fue incluido en 2019 y 2021 en el mejor quinteto de la Summit League, y en el segundo equipo en 2020.
Tras completar el ciclo de cuatro años, jugó una temporada más con los Razorbacks de la Universidad de Arkansas, en la que promedió 11,9 puntos y 4,6 rebotes por encuentro.

#### Estadísticas
| Año     | Equipo       | PJ  | PT  | MPP  | %TC  | %3P  | %TL  | RPP | APP | ROB | TPP | PPP  |
| ------- | ------------ | --- | --- | ---- | ---- | ---- | ---- | --- | --- | --- | --- | ---- |
| 2017–18 | South Dakota | 14  | 0   | 3.4  | .286 | .000 | .700 | .5  | .1  | .1  | .1  | 1.1  |
| 2018–19 | South Dakota | 30  | 18  | 26.6 | .491 | .351 | .701 | 5.5 | 1.4 | .7  | 1.2 | 14.4 |
| 2019–20 | South Dakota | 32  | 32  | 30.5 | .459 | .333 | .745 | 6.3 | 2.1 | .7  | 1.3 | 16.7 |
| 2020–21 | South Dakota | 25  | 25  | 32.3 | .471 | .355 | .799 | 7.0 | 3.0 | .4  | .4  | 21.5 |
| 2021–22 | Arkansas     | 37  | 25  | 27.8 | .460 | .371 | .724 | 4.6 | 1.1 | 1.0 | .8  | 11.9 |
| Total   | Total        | 138 | 100 | 26.5 | .468 | .352 | .744 | 5.2 | 1.6 | .7  | .9  | 14.2 |

### Profesional
Tras no ser elegido en el Draft de la NBA de 2022, firmó contrato con los Detroit Pistons, con los que disputó las ligas de verano de la NBA y la pretemporada. Fue cortado antes del comienzo de la temporada, y pasó a formar parte de su filial en la G League, los Motor City Cruise.
Allí promediaba 12,0 puntos y 3,6 rebotes por partido, hasta que el 10 de febrero firmó un contrato de 10 días con los Pistons. Debutó el día 15 ante los Boston Celtics, logrando dos puntos, un robo y un tapón en dos minutos de juego. El 23 de octubre los Pistons convirtieron su contrato de prueba en un contrato dual, que le permite jugar además en su filial de la G League.
El 9 de julio de 2024 firmó un contrato dual con los Milwaukee Bucks.

## Estadísticas de su carrera en la NBA

### Temporada regular
| Año     | Equipo    | PJ | PT | MPP  | %TC  | %3P  | %TL   | RPP | APP | ROB | TPP | PPP |
| ------- | --------- | -- | -- | ---- | ---- | ---- | ----- | --- | --- | --- | --- | --- |
| 2022-23 | Detroit   | 1  | 0  | 2.0  | .000 | .000 | 1.000 | .0  | .0  | 1.0 | 1.0 | 2.0 |
| 2023-24 | Detroit   | 24 | 2  | 12.8 | .440 | .453 | .906  | 2.1 | .5  | .3  | .3  | 5.3 |
| 2024-25 | Milwaukee | 22 | 0  | 3.9  | .192 | .200 | .500  | .8  | .2  | .1  | .3  | .7  |
| Total   | Total     | 47 | 2  | 8.4  | .378 | .391 | .868  | 1.4 | .3  | .3  | .3  | 3.1 |